# Перлівець малий
Перлівець малий (Boloria dia) — вид денних метеликів родини сонцевиків (Nymphalidae).

## Поширення
Вид поширений в Європі, Західній та Північній Азії від півночі Іспанії до Монголії. В Україні трапляється мозаїчно на всій території. Трапляється на лісових галявинах, рідколісся і чагарниках, гірських луках та інших відкритих біоценозах з асоціаціями фіалок (Viola).

## Опис
Один з найменших видів перлівців. Довжина переднього крила 15-19 мм. Задні крила загострені на вершині, знизу вони червонувато-коричневі з сріблястими плямами по краях і великими сріблястими плямами в центральній перев'язі. Верх з характерним для перлівців малюнком.

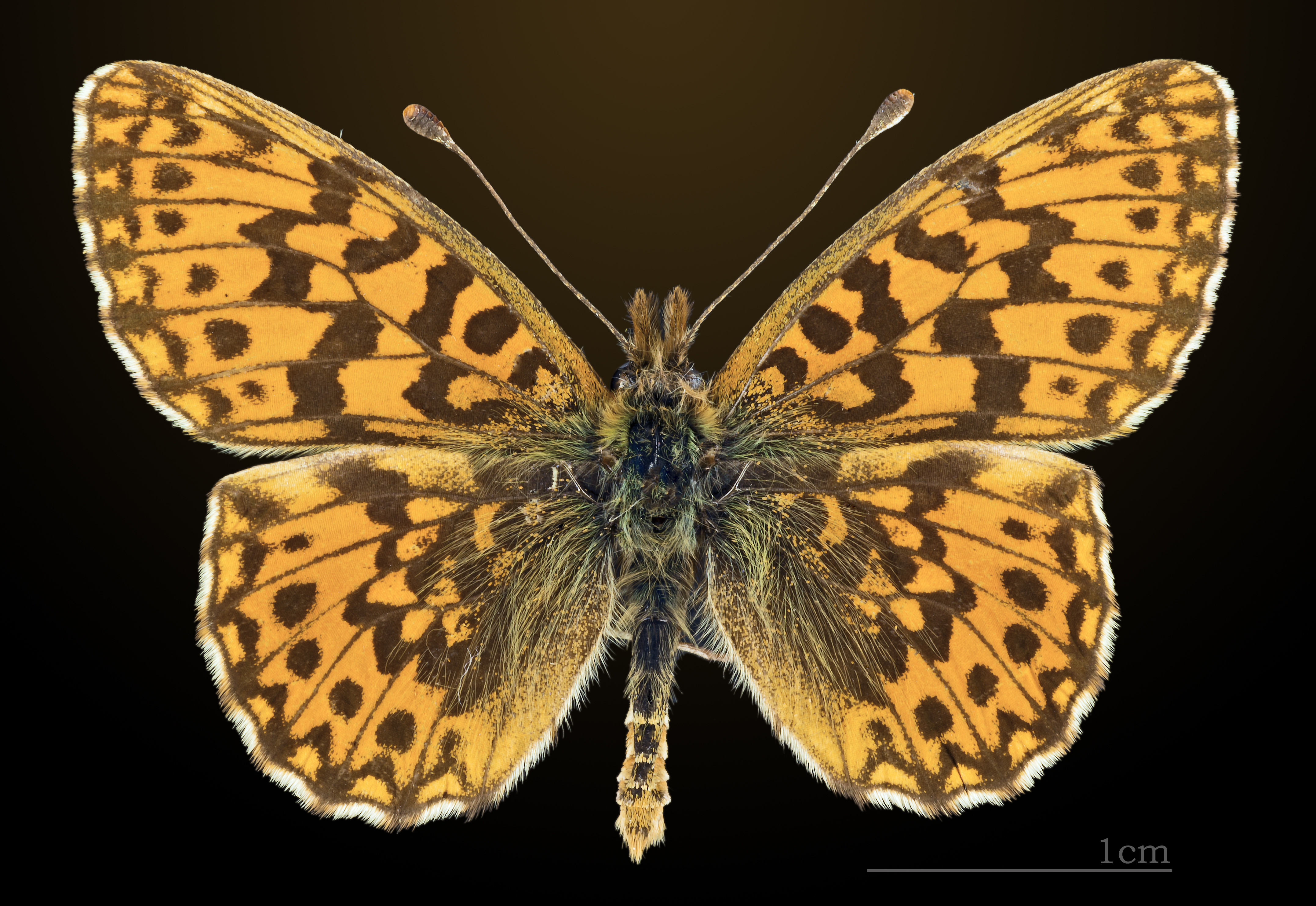
Дорсальна (верхня) сторона
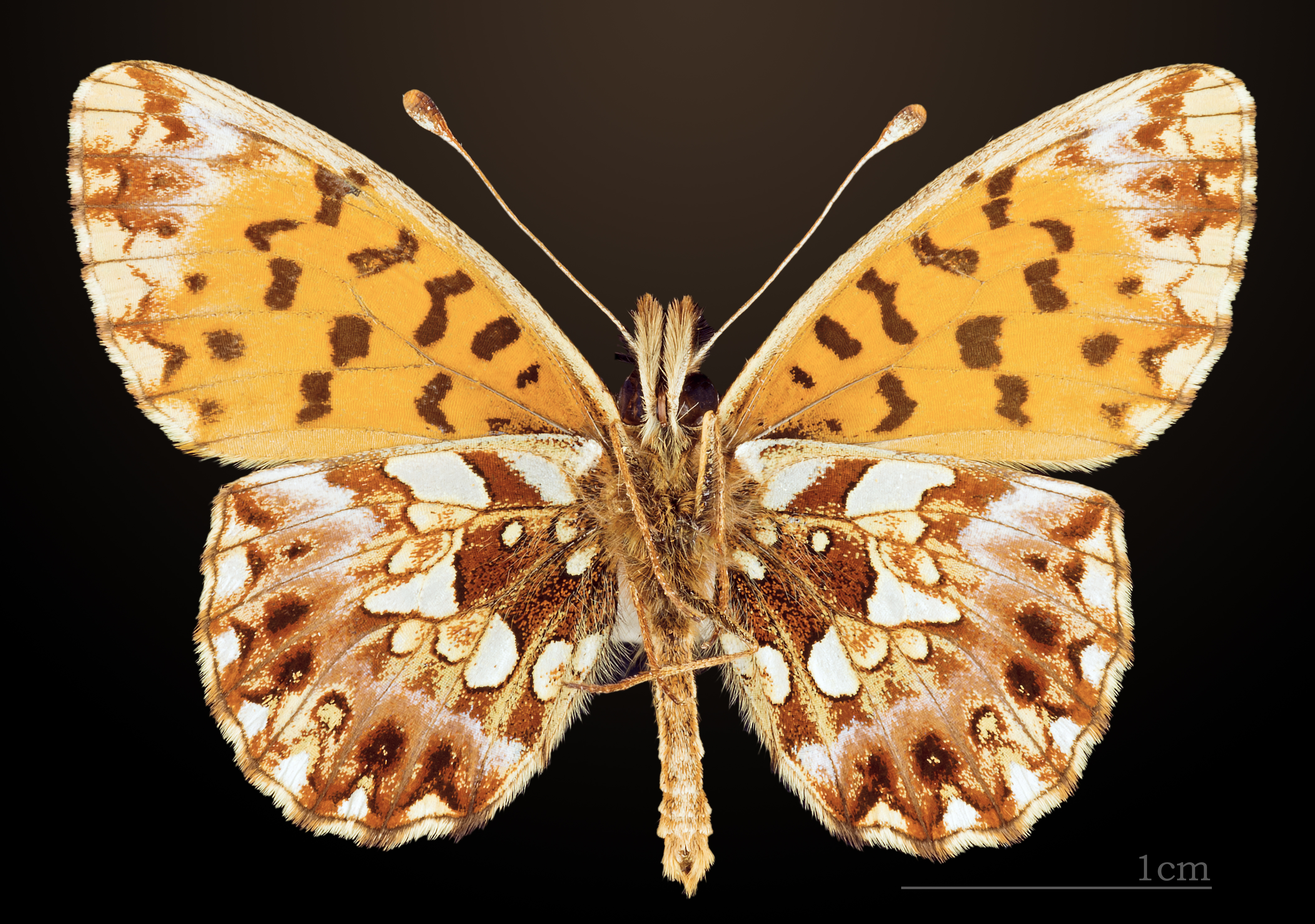
Вентральна (нижня) сторона

## Спосіб життя
Яйця відкладають на кормові рослини (фіалки, малину, ожину, суховершки звичайні). Зимують молоді гусениці, як правило, в згорнутих сухому листі серед опалого листя. Навесні вони розвиваються швидко, заляльковуються, а в травні вже з'являються метелики. Метелики другого покоління літають з липня по серпень.